# Chambaron-sur-Morge
Chambaron-sur-Morge è un comune francese del dipartimento del Puy-de-Dôme della regione dell'Alvernia-Rodano-Alpi.
È stato creato il 1º gennaio 2016 dalla fusione dei preesistenti comuni di Cellule e La Moutade.
Il capoluogo è la località di La Moutade.